# Escut d'Aiguafreda
L'escut oficial d'Aiguafreda té el blasonament següent:
Escut caironat truncat: 1r, de gules sembrat de creuetes d'argent; 2n, d'or, tres tupins de sable els del cap afrontats. Per timbre, una corona de baró.

## Història
Va ser aprovat el 21 d'octubre de 1996 i publicat al DOGC el 8 de novembre del mateix any (número 2278). Es va publicar una correcció d'errada al DOGC número 2324, del 5 de febrer de 1997.
La primera partició té les armes de Cruïlles i la segona la dels Pignatelli; tant els uns com els altres, barons d'Aiguafreda.